# Duane Klueh
Duane Myron Klueh (Bottineau, Dakota del Norte, 6 de enero de 1926 - 3 de junio de 2024) fue un jugador y entrenador de baloncesto estadounidense que disputó dos temporadas en la BAA. Con 1,91 metros de estatura, jugaba en la posición de base. Durante 12 años fue entrenador de la Universidad de Indiana State.

## Trayectoria deportiva

### Universidad
Jugó durante tres temporadas con los Sycamores de la Universidad Estatal de Indiana, con los que en 1948 fue elegido Mejor Jugador del Torneo de Baloncesto de la NAIA tras llegar a la final, e incluido en el segundo equipo consensuado All-American. Es el sexto máximo anotador de la historia de la universidad, con 1.432 puntos (15,7 por partido) y su camiseta con el número 54 es, junto a la 33 de Larry Bird, las únicas retiradas por su universidad.

### Profesional
Fue elegido en la septuagésima posición del Draft de la BAA de 1949 por Boston Celtics, pero acabó fichando por los Denver Nuggets, con los que fue uno de los mejores anotadores del equipo, promediando 10,0 puntos por partido, hasta que en el mes de febrero fue traspasado a los Fort Wayne Pistons.
En los Pistons jugó el resto de temporada y la siguiente, en la que promedió 7,4 puntos y 3,0 rebotes por partido.

#### Estadísticas en la BAA

##### Temporada regular
| Temporada | Edad | Equipo             | Liga | Pos. | P   | TIT | MIN | TC  | TCA | %TC  | 3P | 3PA | %3P | TL  | TLA | %TL  | R.OF. | R.DEF. | REB | ASIS | ROB | TAP | PER | FP  | PTS  |
| 1949-50   | 24   | TOTAL              | NBA  |      | 52  |     |     | 3.1 | 8.0 | .384 |    |     |     | 3.0 | 4.3 | .707 |       |        |     | 1.8  |     |     |     | 2.1 | 9.1  |
| 1949-50   | 24   | Denver Nuggets     | NBA  |      | 33  |     |     | 3.3 | 9.2 | .364 |    |     |     | 3.4 | 4.6 | .725 |       |        |     | 1.9  |     |     |     | 2.2 | 10.0 |
| 1949-50   | 24   | Fort Wayne Pistons | NBA  |      | 19  |     |     | 2.6 | 5.9 | .438 |    |     |     | 2.4 | 3.6 | .667 |       |        |     | 1.5  |     |     |     | 2.0 | 7.6  |
| 1950-51   | 25   | Fort Wayne Pistons | NBA  |      | 61  |     |     | 2.6 | 7.5 | .343 |    |     |     | 2.2 | 3.0 | .734 |       |        | 3.0 | 1.3  |     |     |     | 2.3 | 7.4  |
| Total     |      |                    | NBA  |      | 113 |     |     | 2.8 | 7.7 | .362 |    |     |     | 2.6 | 3.6 | .719 |       |        | 3.0 | 1.5  |     |     |     | 2.2 | 8.2  |

##### Playoffs
| Temporada | Edad | Equipo             | Liga | Pos. | P | TIT | MIN | TC  | TCA | %TC  | 3P | 3PA | %3P | TL  | TLA | %TL   | R.OF. | R.DEF. | REB | ASIS | ROB | TAP | PER | FP  | PTS |
| 1949-50   | 24   | Fort Wayne Pistons | NBA  |      | 2 |     |     | 1.0 | 5.0 | .200 |    |     |     | 2.5 | 2.5 | 1.000 |       |        |     | 1.5  |     |     |     | 4.0 | 4.5 |
| 1950-51   | 25   | Fort Wayne Pistons | NBA  |      | 2 |     |     | 0.5 | 3.0 | .167 |    |     |     | 0.0 | 0.0 |       |       |        | 1.5 | 1.5  |     |     |     | 1.5 | 1.0 |
| Total     |      |                    | NBA  |      | 4 |     |     | 0.8 | 4.0 | .188 |    |     |     | 1.3 | 1.3 | 1.000 |       |        | 1.5 | 1.5  |     |     |     | 2.8 | 2.8 |

### Entrenador
En 1955 se hizo cargo del banquillo de su alma mater, la Universidad de Indiana State, a la que dirigió durante 12 años, logrando 182 victorias y 122 derrotas. Fue elegido en cuatro ocasiones entrenador del año de la Indiana Collegiate Conference. Además de su carrera en el baloncesto, fue además jugador y entrenador de tenis.